# Megaselia aequilateralis
Megaselia aequilateralis är en tvåvingeart som beskrevs av Schmitz 1936. Megaselia aequilateralis ingår i släktet Megaselia och familjen puckelflugor.
Artens utbredningsområde är Kanarieöarna. Inga underarter finns listade i Catalogue of Life.